# Kościół św. Mikołaja w Harcie
Kościół św. Mikołaja w Harcie – katolicki zabytkowy kościół położony w Harcie, w gminie Dynów, powiecie rzeszowskim, województwie podkarpackim.
Jest to kościół parafialny dla parafii św. Mikołaja w Harcie w dekanacie Dynów, poświęcony świętemu biskupowi Mikołajowi z Miry.

## Historia
Równocześnie z powstaniem parafii w Harcie w 1460 roku, poświęcony został drewniany kościół, pierwszy z trzech, istniejących w tym miejscu w historii. Został on ufundowany przez Małgorzatę Mościcową oraz jej syna Stanisława Denowskiego. Uległ on później zniszczeniu w wyniku działań wojennych, a na jego miejscu około roku 1640 powstał nowy, pod wezwaniem św. Mikołaja, poświęcony przez biskupa Piotra Gembickiego herbu Nałęcz.
Wybudowany wówczas kościół również był kościołem drewnianym. Był małym budynkiem z sześcioma oknami. W ołtarzu głównym znajdował się wizerunek Niepokalanego Poczęcia Najświętszej Maryi Panny. Trzy ołtarze boczne kościoła posiadały wizerunki św. Jana Nepomucena, św. Anny oraz św. Antoniego. Na chórze kościoła znajdowały się organy z fistułami. Kościół posiadał dzwonnicę z pierwszym, posiadanym przez parafię do czasów współczesnych dzwonem, pochodzącym z XVI wieku oraz dach kryty gontem. Dzwonnica przylegała bezpośrednio do kościoła i pierwotnie nie posiadała dachu; został on zbudowany przy okazji jej renowacji w 1719 roku. Kościół ten również został zniszczony, w wyniku pożaru.
W latach 1779–1804 został wybudowany nowy kościół w Harcie, ufundowany przez ówczesnego właściciela wsi, Ignacego Skrzyńskiego. Kościół zbudowano w stylu renesansowo–barokowy z cegły i początkowo pokryto, tak jak poprzednią świątynię, drewnianym gontem.
W 1837 roku dzwonnica kościelna wzbogaciła się o drugi dzwon, a w roku 1886 lub 1889 zbudowano nową dzwonnicę, nowe ogrodzenie kościoła wraz z czterema kapliczkami, a sam kościół przedłużono o 9 metrów w kierunku zachodnim o dwa przęsła. Konsekracji kościoła po rozbudowie dokonał w 1891 roku biskup Jakub Glazer. W 1904 roku wymieniono pokrycie dachowe z gontu na blachę ocynkowaną. W 1914 roku pracujący w szkole tkactwa w Krośnie profesor rysunku i malarstwa Franciszek Daniszewski wykonał w kościele polichromię (odnowioną później w 1960 r. i po raz kolejny w 2003 r.) Ostatnią przedwojenną inwestycją w kościele był ogólny remont budynku oraz budowa schodów, przeprowadzona w latach 1924–1931.
28 stycznia 1969 roku wieczorem ołtarz główny w kościele został podpalony przez nieznanych sprawców. Kościół przed zniszczeniem uratowało kilku mieszkających najbliżej mieszkańców wsi. Odnowienie świątyni oraz remont organów zostały przeprowadzone w 1970 roku.
W 1992 roku przy kościele zbudowana została nowa zakrystia. W 1993 r. zbudowano wokół kościoła nowe ogrodzenie, a w 2004 roku odnowiono elewację świątyni, ambonę i ołtarze boczne w związku z obchodzoną wówczas dwusetną rocznicą ukończenia jej budowy.
W 2013 roku wykonany został remont dachu kościoła oraz wymiana jego pokrycia. W 2021 roku przeprowadzono konserwację i odwodnienie fundamentów kościoła, a w roku następnym odnowiono wchodzące w skład zespołu kościelnego dzwonnicę oraz kapliczki w zabytkowym ogrodzeniu.

## Elementy zespołu kościelnego

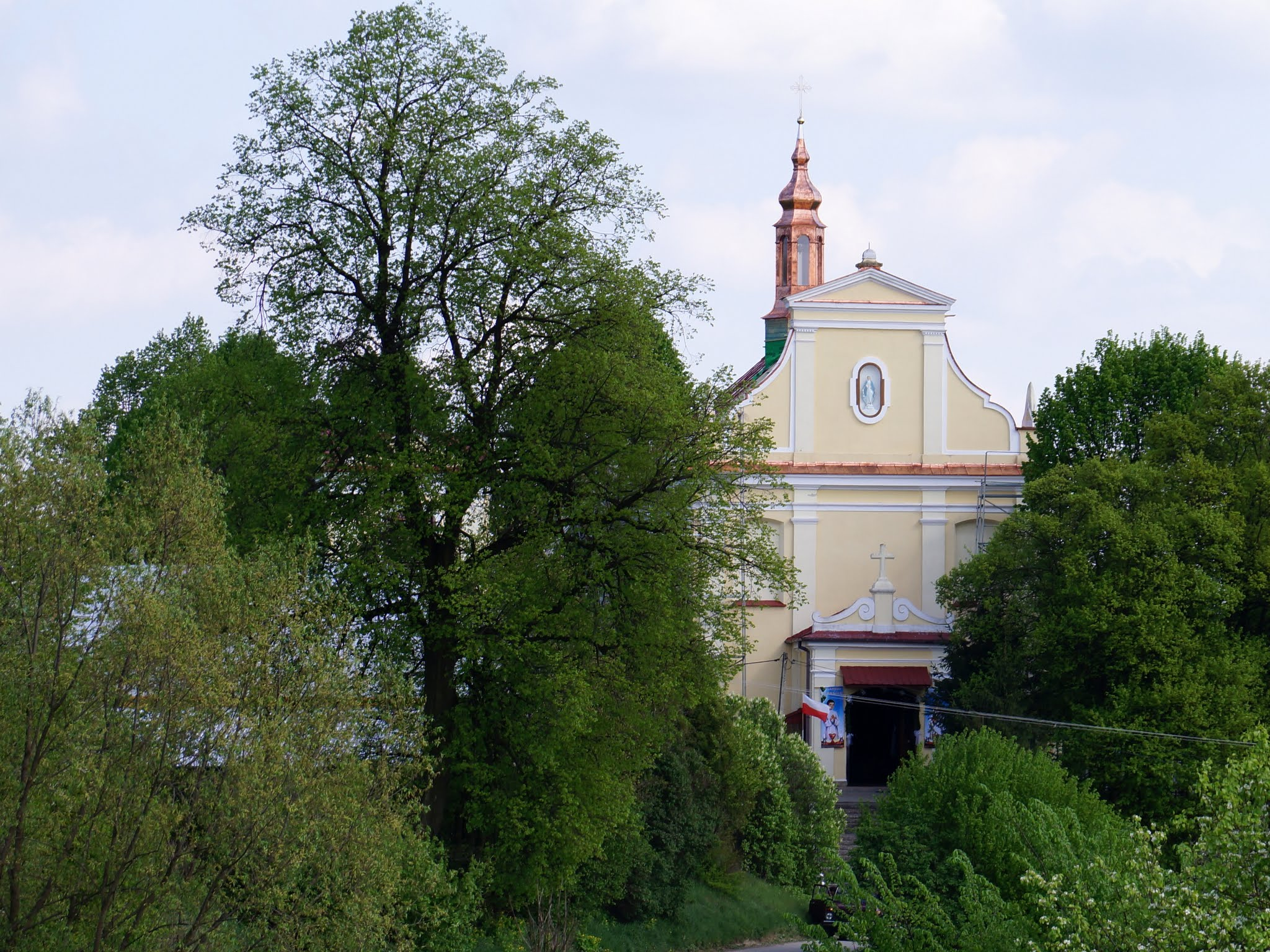
Kościół św. Mikołaja od strony frontowej.

Cały zespół kościoła św. Mikołaja składa się współcześnie z pięciu obiektów:
- budynku kościoła,
- dzwonnicy,
- ogrodzenia z czterema kapliczkami,
- wikarówki,
- budynku plebanii.

Od 5 lutego 1993 roku cztery spośród nich — kościół, dzwonnica, ogrodzenie z kapliczkami oraz budynek wikarówki, zostały wpisane na listę zabytków Narodowego Instytutu Dziedzictwa pod numerem A-594; obecnie numer ten to A-1201.
Kościół św. Mikołaja jest kościołem jednonawowym z 12 wielkimi oknami (2 w prezbiterium i 10 w nawie głównej) i murowanym chórem na filarach. Prezbiterium posiada kopulaste sklepienie. Na ścianach świątyni są płaskie filary z kapitelami. Budynek kościoła ma długość 33,9 metra i szerokość 11,6 m.

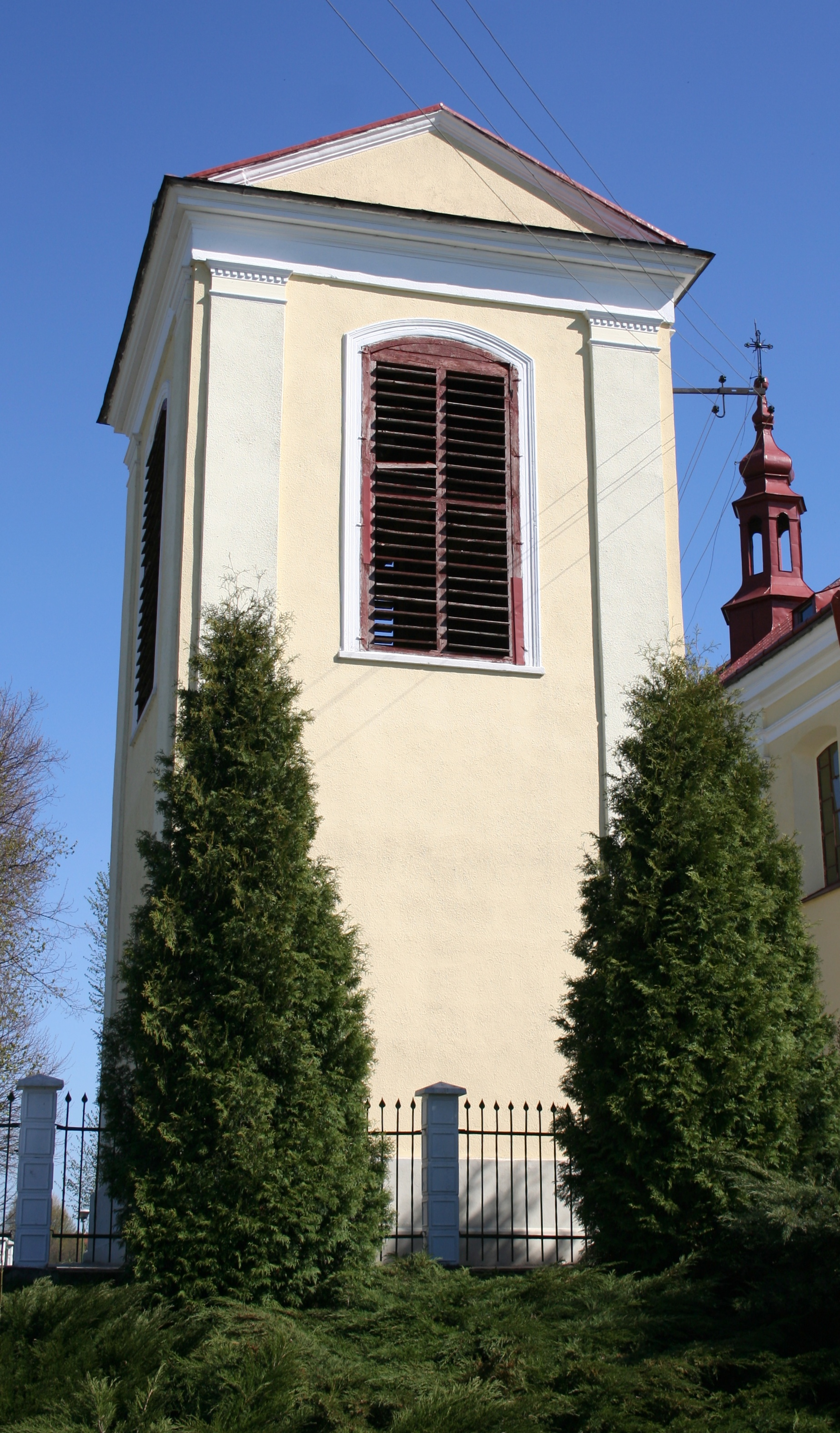
Zabytkowa kościelna dzwonnica.

Przy kościele umiejscowiona jest dzwonnica, zbudowana według różnych źródeł w 1886 lub 1889 roku. Zbudowano ją z cegły na podstawie z kamienia łamanego i zwieńczono czterema dwuspadowymi daszkami. Budynek zbudowano na planie kwadratu o boku ok. 4,9 metra; posiada on dwie kondygnacje; na wschodniej ścianie umiejscowiono drzwi, a wewnątrz, od południa, schody, prowadzące na wyższą z nich. Na każdej ze ścian znajdują się okna z drewnianymi szczeblinami. Dzwonnica posiada dwa dzwony: gotycki, z początku XVI wieku, o masie ok. 150 kg, oraz drugi, o masie ok. 280 kg, pochodzący z 1837 roku.
Świątynia jest otoczona ogrodzeniem, w którym umieszczono cztery kapliczki, zbudowane w 1889 roku: dwie od strony wschodniej oraz po jednej od południa i północy. Kapliczki zostały zbudowane z cegły na planie prostokąta o wymiarach 1,7 × 0,9 m, z wnęką w kształcie otwartego trapezu. Są zwieńczone krzyżami, a ich wysokość wynosi ok. 2,2 metra. Nie posiadają w swoich wnętrzach żadnych figur.

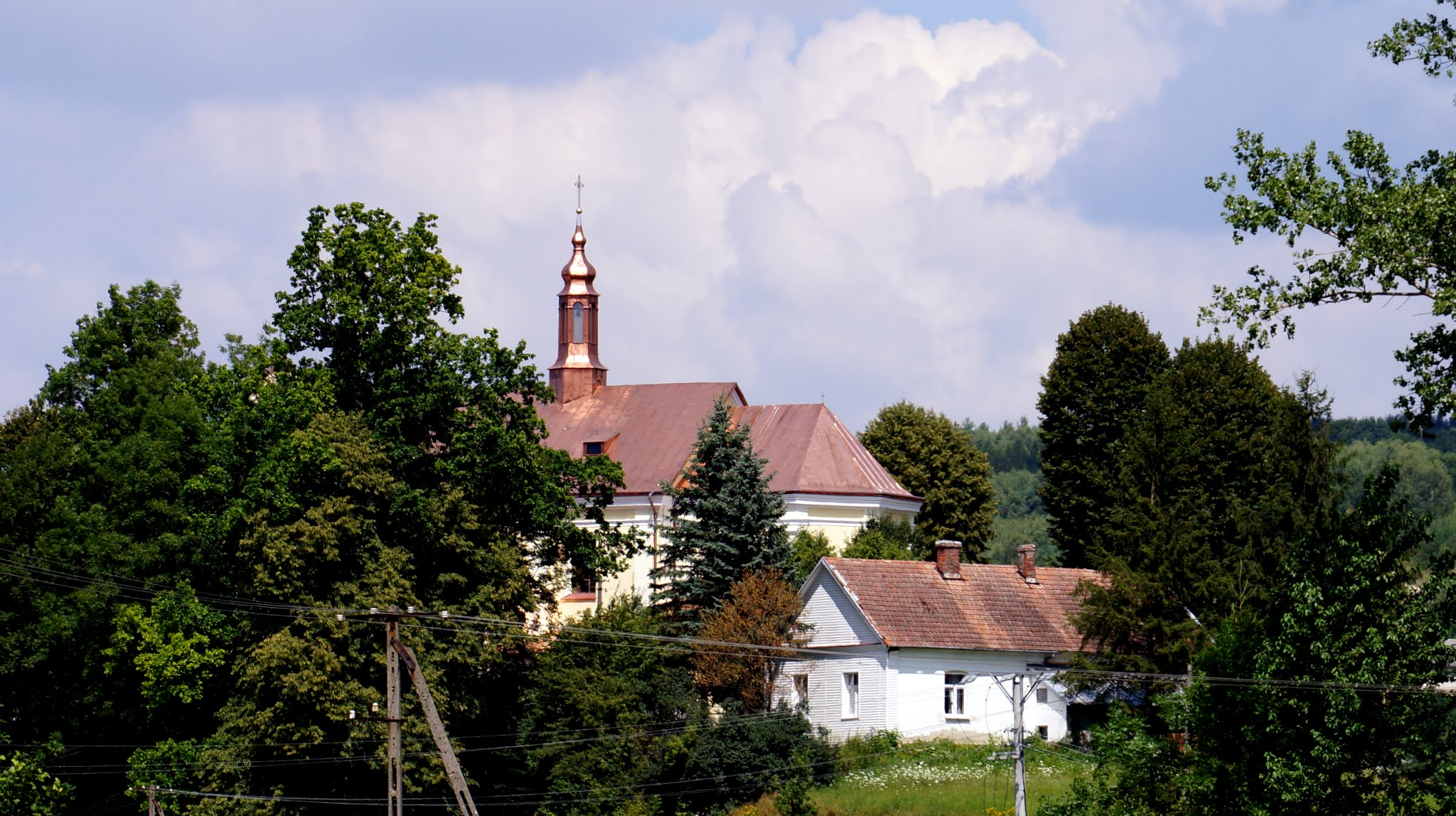
Zespół kościelny od strony południowo-wschodniej; na pierwszym planie widoczny budynek wikarówki.

Na południowy wschód od budynku kościoła, pod kościelnym wzgórzem, umiejscowiona jest wikarówka, wykorzystywana wcześniej również jako plebania. Jest to budynek o wymiarach 15,5 × 8,65 metra, zbudowany z cegły w drugiej połowie XIX wieku, z dwuspadowym dachem pokrytym dachówką. Około 1990 roku do wikarówki dobudowano od strony północnej niewielką przybudówkę, a elewację pokryto sidingiem.
Po drugiej stronie drogi od kościoła, na północny zachód od niego, znajduje się budynek plebanii. Nie jest on wpisany na ogólnopolską listę zabytków, lecz figuruje w gminnej ewidencji zabytków. Jest to parterowy budynek, zbudowany na planie litery „L” w 1863 roku z inicjatywy i funduszy ówczesnego proboszcza, ks. Konstantego Będaszewskiego. Wykorzystuje się go do dziś, lecz w 2023 roku nieopodal zabytkowego budynku rozpoczęto budowę nowej plebanii.
W przeszłości, do zespołu kościelnego należał również budynek spichlerza plebańskiego. Był to drewniany budynek piętrowy, przykryty czterospadowym dachem. Zbudowano go w pierwszej połowie XIX wieku; dach pochodził z 1913 roku. W latach 60. XX wieku został rozebrany.

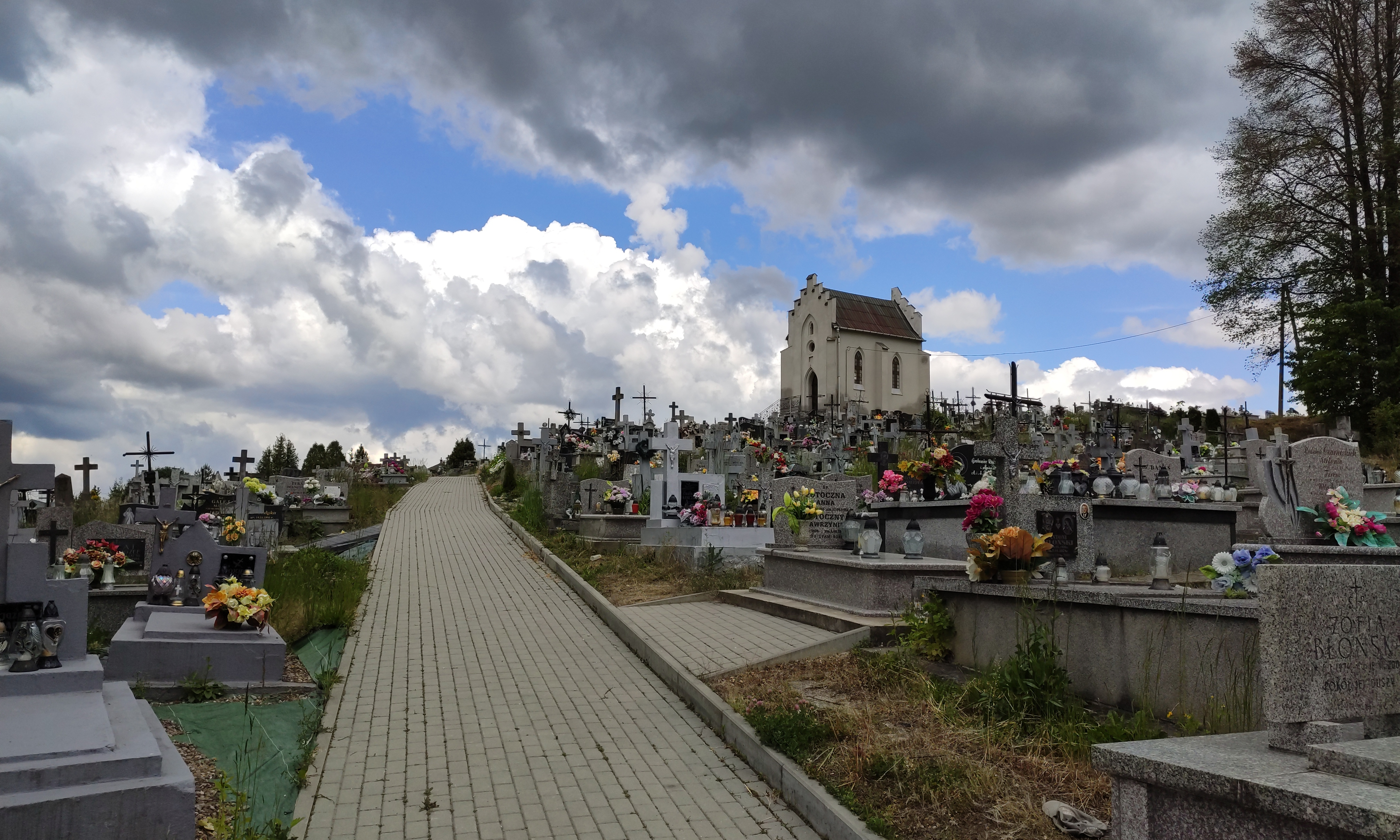
Cmentarz parafialny w Harcie; w tle widoczna zabytkowa kaplica cmentarna.

Na zachód od zespołu kościelnego, w odległości ok. 200 metrów znajduje się cmentarz parafialny. Został on założony w czasie budowy nowego kościoła pod koniec XVIII wieku. Był on dwukrotnie poszerzany: w 1921 oraz 1993 roku, a w 2000 roku wybudowano wokół niego ogrodzenie. Cmentarz został poświęcony w 1925 roku. W drugiej dekadzie XXI wieku na cmentarzu wybudowane zostały cmentarne aleje.
Na cmentarzu umiejscowiony jest zabytkowy budynek kaplicy, wpisany do ewidencji zabytków 27 stycznia 1993 roku pod numerem A-587 (obecny numer ewidencyjny to A-1006). Kaplica została zbudowana w stylu neogotyckim na początku XX wieku na planie prostokąta o wymiarach 8 × 5 metrów, z cegły na fundamentach z kamienia na zaprawie wapiennej. Budynek jest zwieńczony wysokim, dwuspadowym dachem. Do wejścia prowadzą dwa ciągi schodów, po lewej i prawej stronie; w bocznych ścianach znajdują się po dwa witrażowe okna. W piwnicach ufundowanej przez właściciela ziemskiego w Harcie — Zdzisława Skrzyńskiego — kaplicy znajduje się pięć krypt, pierwotnie pełniących rolę miejsc pochówkowych dla członków jego rodziny. W 1929 roku ich groby zostały przeniesione do Bachórza. Kaplica była kilkukrotnie remontowana: w 1932, 1961 oraz 1993 roku.